# Бароко-поп
Бароко-поп (англ. Baroque pop) — музичний напрямок, який виник у 1960-х рр. у США й Великій Британії. Характеризується сполученням рис класичної й поп-музики/рок-музики. Прикметні риси — використання фортепіано, духових та/або струнних інструментів, повільний або середній темп, мелодраматичність. Типові приклади — пісні «Yesterday» (1965) i «For No One» (1966) гурту The Beatles, пісня «God Only Knows» (1966) гурту The Beach Boys.
Сучасний бароко-поп, також відомий за назвами chamber pop або chamber rock, поєднує класичні оркестрові аранжування й елементи інді-року; часто з використанням нетипових для звичайної поп-музики інструментів як, наприклад, клавесин чи акордеон. Тексти пісень — ліричного або оповідального плану, часто з посиланнями на історію, літературу, філософію, фольклор.
Пов'язані жанри — фольк-рок, психоделічний рок, класична музика.

## Відомі виконавці
- Лана Дель Рей
- The Beach Boys
- Brian Wilson
- The Beatles
- Vivienne Mort
- Гарі Нільсон
- Love
- Серж Гензбур
- The Free Design
- The Left Banke
- The Millennium
- The Zombies
- Van Dyke Parks
- Бйорк
- Торі Амос
- Кейт Буш
- Джоана Ньюсом
- Ендрю Берд
- Panic! at the Disco